# Pegadingan (Kramatwatu)
Pegadingan is een bestuurslaag in het regentschap Serang van de provincie Banten, Indonesië. Pegadingan telt 4886 inwoners (volkstelling 2010).